# Mikroregion São João da Boa Vista

Mikroregion São João da Boa Vista

Mikroregion São João da Boa Vista – mikroregion w brazylijskim stanie São Paulo należący do mezoregionu Campinas.

## Gminy
- Águas da Prata
- Caconde
- Casa Branca
- Divinolândia
- Espírito Santo do Pinhal
- Itobi
- Mococa
- Santo Antônio do Jardim
- São João da Boa Vista
- São José do Rio Pardo
- São Sebastião da Grama
- Tambaú
- Tapiratiba
- Vargem Grande do Sul